# Lasioserica braeti
Lasioserica braeti är en skalbaggsart som beskrevs av Brenske 1896. Lasioserica braeti ingår i släktet Lasioserica och familjen Melolonthidae. Inga underarter finns listade i Catalogue of Life.